# Martin Schulze (Theologe)
Martin Schulze (* 26. Januar 1866 in See, Kr. Rothenburg, Oberlausitz; † 4. Oktober 1943 in Königsberg) war ein deutscher evangelischer Theologe und Rektor der Universität Königsberg.

## Leben
Schulze studierte u. a. in Halle bei Martin Kähler Theologie. Nach dem Theologiestudium wurde er im Februar 1893 von der Universität Breslau promoviert. Nur acht Monate später habilitierte er sich an der Evangelisch-Theologischen Fakultät Breslau für Neues Testament und Dogmatik. 1899 wurde er in Breslau zum außerordentlichen Professor ernannt. 1904 erhielt er eine ordentliche Professur für Systematische Theologie an der Universität Königsberg. 1910 wurde er Ehrenphilister des Königsberger Wingolf. Im Amtsjahr 1914/15 war Schulze Rektor der Universität Königsberg. 1934 wurde er emeritiert.
Schulze heiratete am 4. Juni 1906 in Niesky, Kreis Rothenburg/Oberlausitz, Bertha von Randow.

## Werke
- Meditatio futurae vitae. Ihr Begriff und ihre herrschende Stellung im System Calvins, Leipzig 1901 (Nachdruck Aalen 1971),
- Die Forderung einer Zukunftsreligion und das Christentum, Leipzig 1913,
- Grundriss der evangelischen Dogmatik, Leipzig 1918 (2. umgearb. Aufl. Königsberg 1931),
- Kants Religion innerhalb der Grenzen der blossen Vernunft erklärt, Königsberg 1927.